# Cethosia justa
Cethosia justa är en fjärilsart som beskrevs av Hans Fruhstorfer 1912. Cethosia justa ingår i släktet Cethosia och familjen praktfjärilar. Inga underarter finns listade i Catalogue of Life.